# Kalumbu
O kalumbu, ou kalumbo, é um instrumento tradicional do povo Tonga e Ila da Zâmbia e do Zimbabwe. Consiste em um arco com uma cabaça amarrada, funcionando como uma câmara de ressonância, e com uma única corda de metal, que é tocada com uma vara. O tocador manipula a ressonância movendo o kalumbu para que a cabaça fique perto ou longe de seu tórax. Atualmente, o kalumbu é bastante raro na África, mas é considerado o antecessor do berimbau afro-brasileiro, que é usado nas apresentações de capoeira.
Além do berimbau do Brasil, outro instrumento semelhante, chamado dende, é tocado por crianças no Botsuana.